# Zweckverband für Rettungsdienst und Feuerwehralarmierung
Ein Zweckverband für Rettungsdienst und Feuerwehralarmierung (ZRF) ist ein kommunaler Zweckverband, um die Aufgaben Rettungsdienst und Alarmierung der Feuerwehr gemeinsam zu bewältigen.

## Aufgabe
Rettungsdienst und die Feuerwehralarmierung sind eine originäre Aufgabe der Kommunen (Landkreise und kreisfreie Städte). Dazu haben sie sich in Bayern und im Saarland (im Gegensatz zu den anderen Bundesländern, in denen Rettungsdienstzweckverbände oder Rettungszweckverbände, die Träger des Rettungsdienstes sind) zu ZRF zusammengeschlossen, die den Rettungsdienst und die Feuerwehralarmierung für ihr Gebiet planen und selber betreiben bzw. betreiben lassen. Lediglich in München besteht noch der Rettungzweckverband in seiner alten Form.
Je nach Leistungsfähigkeit und rechtlichen Vorgaben kann der ZRF den Rettungsdienst in eigenem Namen betreiben (z. B. Betrieb der Rettungsleitstelle oder Integrierten Leitstelle), oder beauftragt einen oder mehrere Leistungserbringer (öffentliche oder private Rettungsdienste) per öffentlich-rechtlichem Vertrag mit der Durchführung des Rettungsdienstes. Der Notarztdienst als ergänzender Bereich der Rettungsdienste wird in Bayern durch die Kassenärztliche Vereinigung Bayerns (KVB) organisiert. Hierfür sind ebenfalls öffentlich-rechtliche Verträge mit den ZRFs vorgesehen. Darüber hinaus erfordert die ständige demographische, bauliche und infrastrukturelle Veränderung im Gebiet des ZRF eine regelmäßige Überprüfung der Rettungsmittelvorhaltung und die geeignete Festlegung der Rettungswachenstandorte und Stellplätze.
Weiterhin kann der ZRF die Feuerwehralarmierung (zusammen mit der Alarmierung des Rettungsdienstes) in eigenem Namen betreiben oder per Betreibervertrag an einen Leistungserbringer (kreisfreie Stadt, Landkreis, Bayerisches Rotes Kreuz) vergeben. Die ZRFs in Ingolstadt, Traunstein, Bamberg-Forchheim, Nordoberpfalz (Weiden), Passau, Aschaffenburg (ILS Bayer. Untermain), Amberg und Landshut haben von ihrem originären Recht Gebrauch gemacht und betreiben die dortige Integrierte Leitstelle selbst.

## Struktur
Ein Zweckverband für Rettungsdienst und Feuerwehralarmierung hat die Form einer sog. Körperschaft des öffentlichen Rechts, da er auf Grund eines Gesetzes errichtet wird.
Das Leitungsgremium des ZRF bestehen aus Vertretern der ihn tragenden Kommunen (z. B. Landrat, Oberbürgermeister, Verbandsräte des jeweiligen Kreistags und Stadtrats) und den Geschäftsführern/Geschäftsleitern.